# 大詫間村
大詫間村（おおだくまむら）は、佐賀県佐賀郡にあった村。現在の佐賀市の一部にあたる。

## 地理
- 河川：筑後川、早津江川[2]
- 三角州：大詫間（大野島）[2]
- 海洋：有明海

## 歴史
- 江戸時代は佐賀本藩領で川副下郷に属した[2]。
- 1889年（明治22年）4月1日、町村制の施行により、佐賀郡大詫間村が単独で村制施行し、大詫間村が発足[1][2]。大字は編成せず[2]。
- 1949年（昭和24年）大詫間漁業協同組合設立[2]。
- 1955年（昭和30年）4月1日、佐賀郡南川副町、中川副村が合併し、川副町を新設して廃止された[1][2]。合併後、川副町大字大詫間となる[2]。

## 産業
- 農業、商業、漁業、工業[2]

## 交通

### 橋梁
1951年（昭和26年）早津江橋（早津江 - 大川市大野島）竣工

### 県営渡船
中津と早津江川を挟んで大詫間村との間に県営渡船運行。